# Diplotaxis (Brassicaceae)
Diplotaxis là chi thực vật có hoa trong họ Cải.

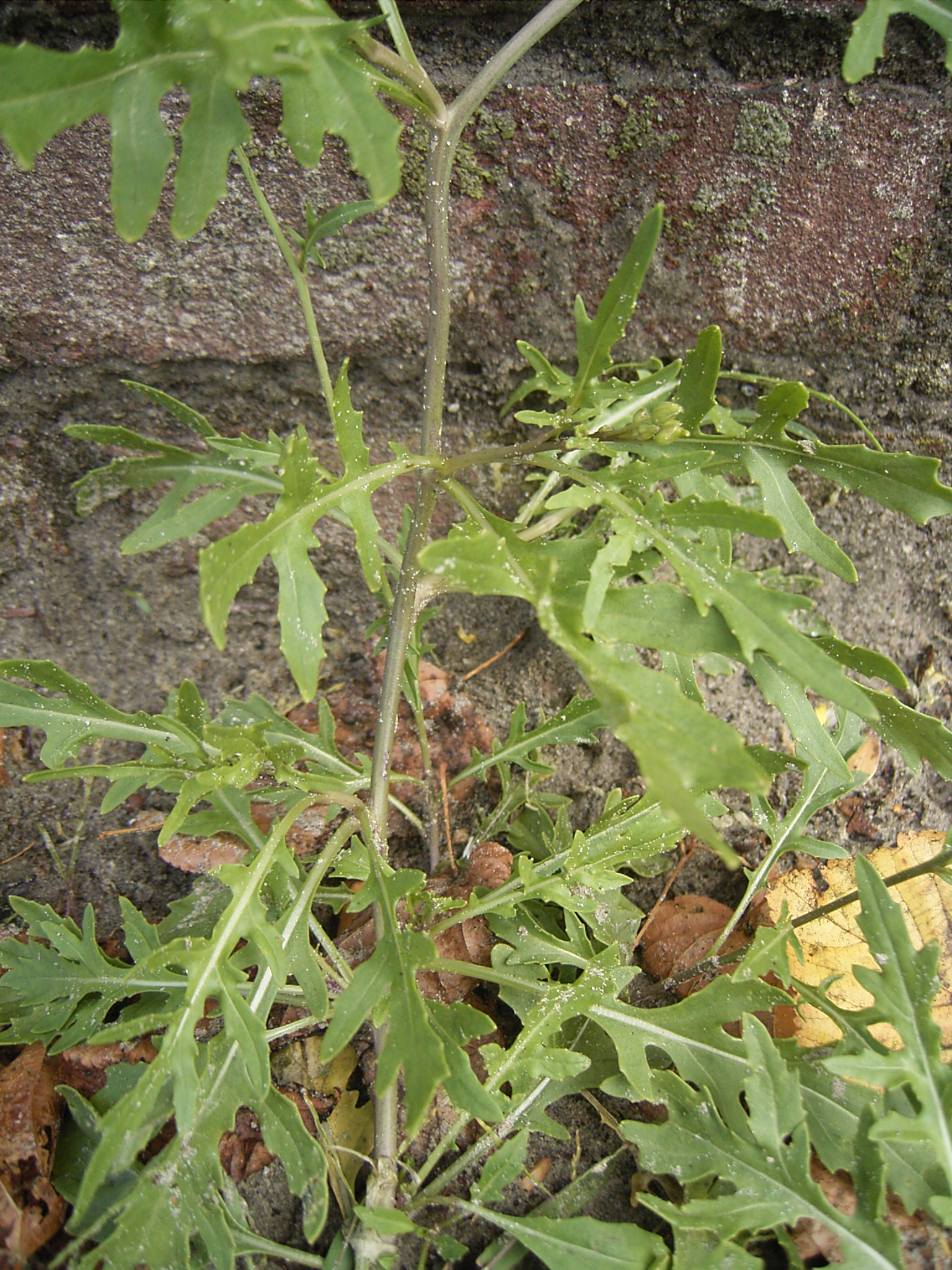
Foliage of Diplotaxis tenuifolia

## Các loài
- Diplotaxis acris (Forssk.) Boiss.
- Diplotaxis antoniensis Rustan
- Diplotaxis assurgens (Delile) Thell.
- Diplotaxis berthautii Braun-Blanq. & Maire
- Diplotaxis brachycarpa Godron
- Diplotaxis brevisiliqua (Coss.) Mart.-Laborde
- Diplotaxis catholica (L.) DC.
- Diplotaxis cretacea Kolov
- Diplotaxis erucoides (L.) DC. – white wall-rocket
- Diplotaxis glauca (J.A.Schmidt) O.E.Schulz
- Diplotaxis gorgadensis Rustan
- Diplotaxis gracilis (Webb) O.E.Schulz
- Diplotaxis griffithii (Hook.f. & Thomson) Boiss.
- Diplotaxis harra (Forssk.) Boiss.
- Diplotaxis hirta (A.Chev.) Rustan & L.Borgen
- Diplotaxis ibicensis (Pau) Gómez-Campo
- Diplotaxis ilorcitana (Sennen) Aedo, Mart.-Laborde & Muñoz Garm.
- Diplotaxis kohlaanensis A. G. Miller & J. Nyberg
- Diplotaxis muralis (L.) DC. – annual wall-rocket
- Diplotaxis nepalensis Hara
- Diplotaxis ollivieri Maire
- Diplotaxis pitardiana Maire
- Diplotaxis scaposa DC.
- Diplotaxis siettiana Maire
- Diplotaxis siifolia Kunze
- Diplotaxis simplex (Viv.) Spreng.
- Diplotaxis sundingii Rustan
- Diplotaxis tenuifolia (L.) DC. – perennial wall-rocket
- Diplotaxis tenuisiliqua Delile
- Diplotaxis varia Rustan
- Diplotaxis villosa Boulos & W.Jallad
- Diplotaxis viminea (L.) DC.
- Diplotaxis virgata (Cav.) DC.
- Diplotaxis vogelii (Webb) Cout.

## Hình ảnh

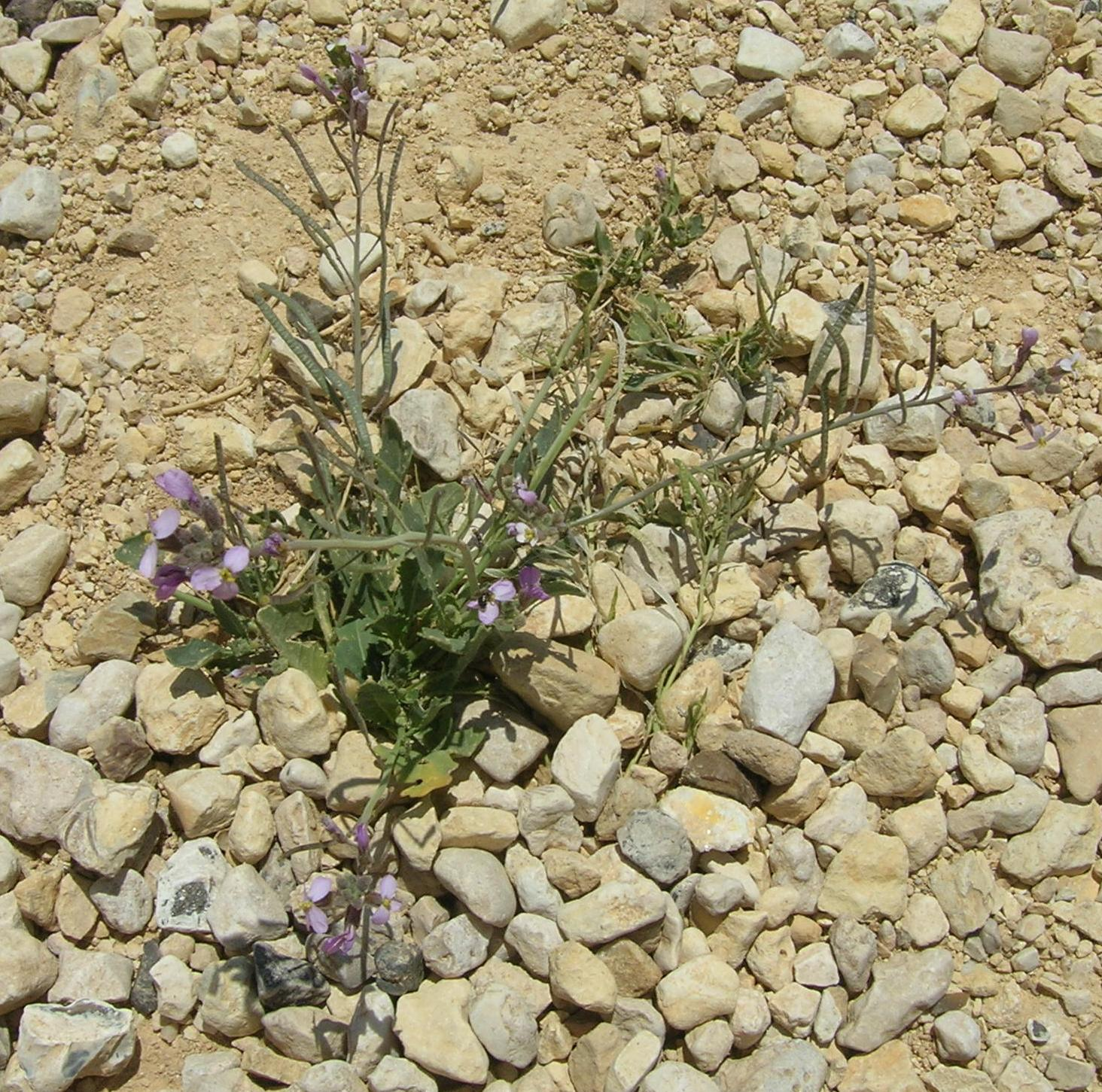
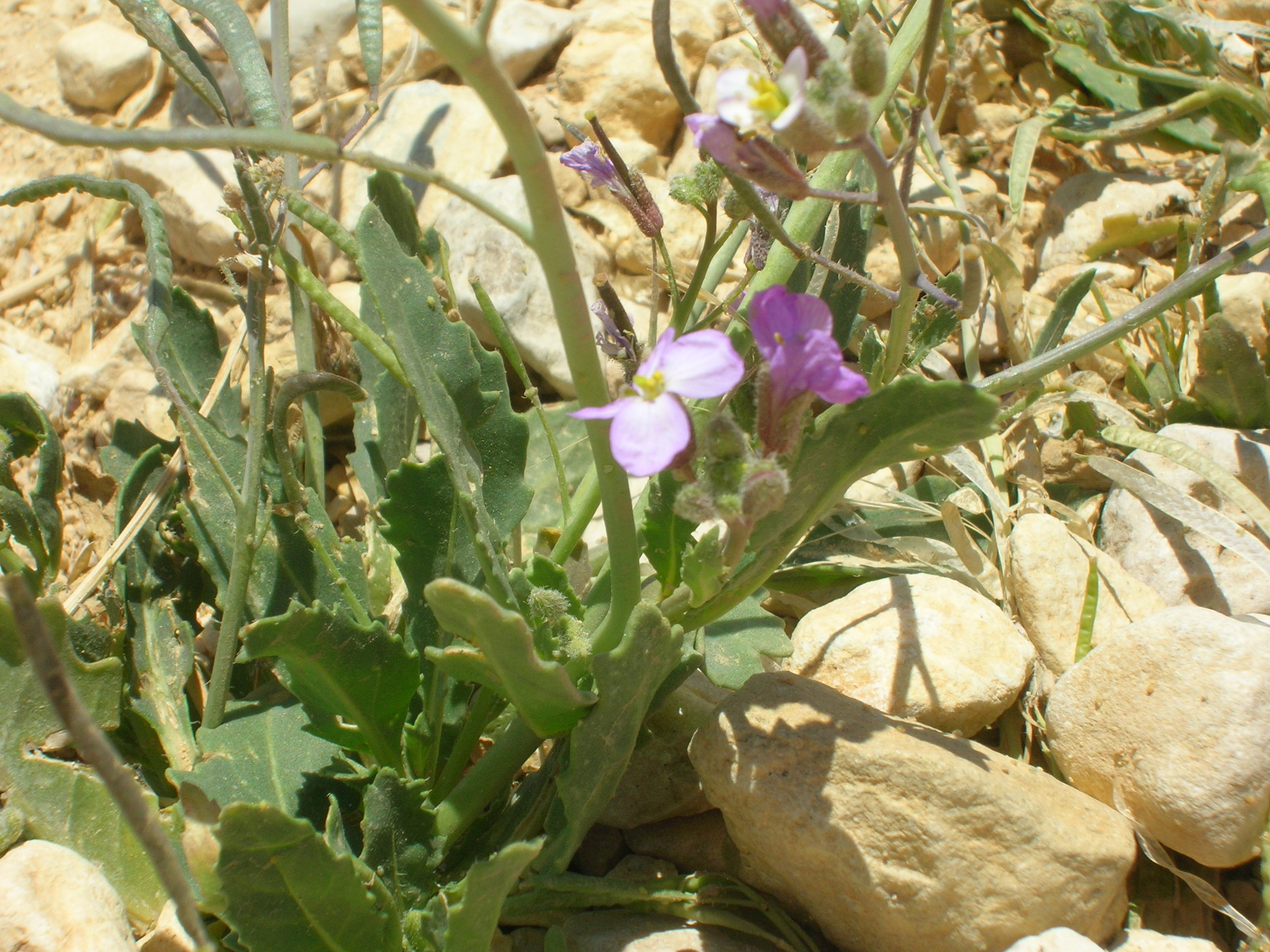
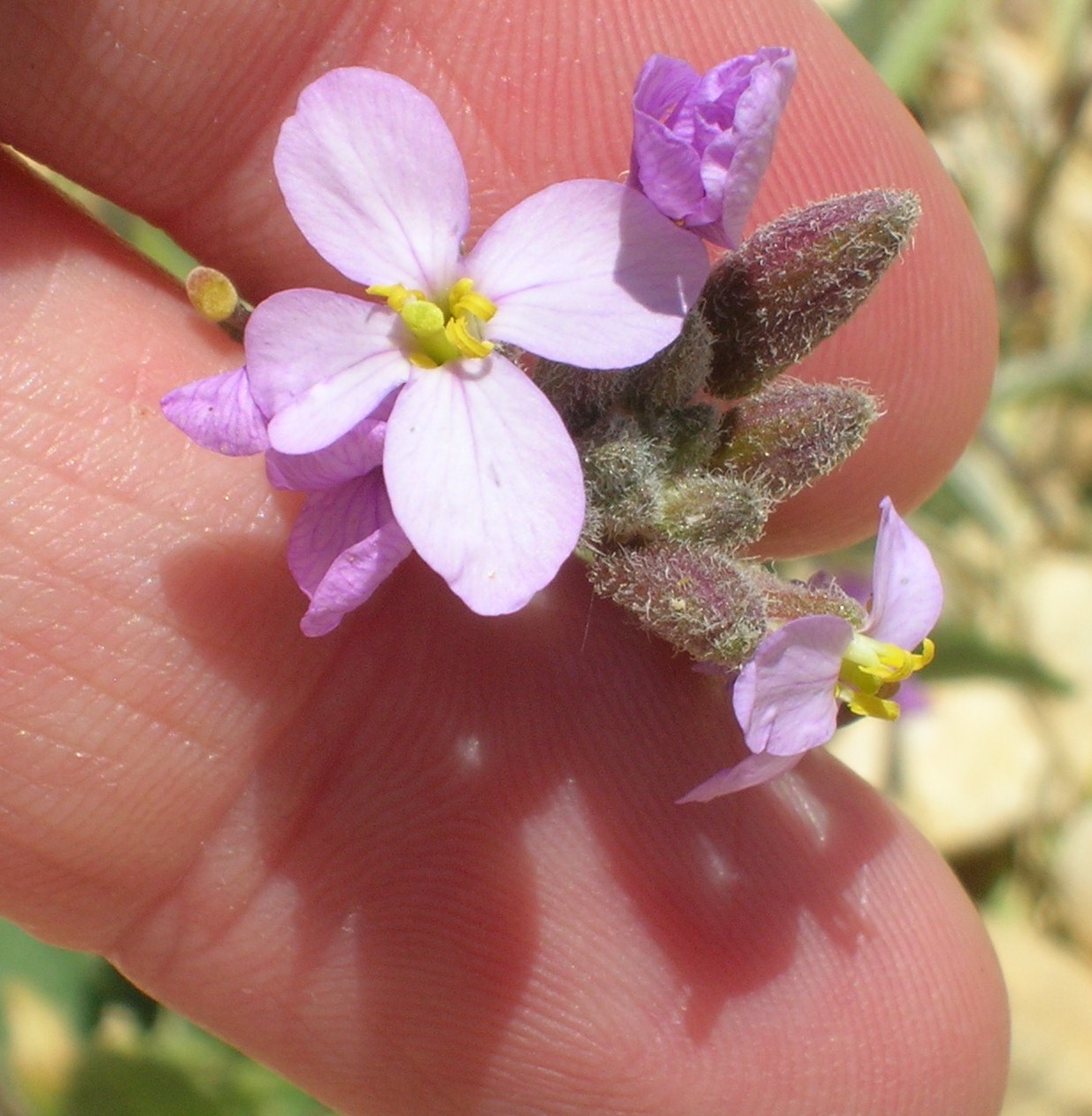
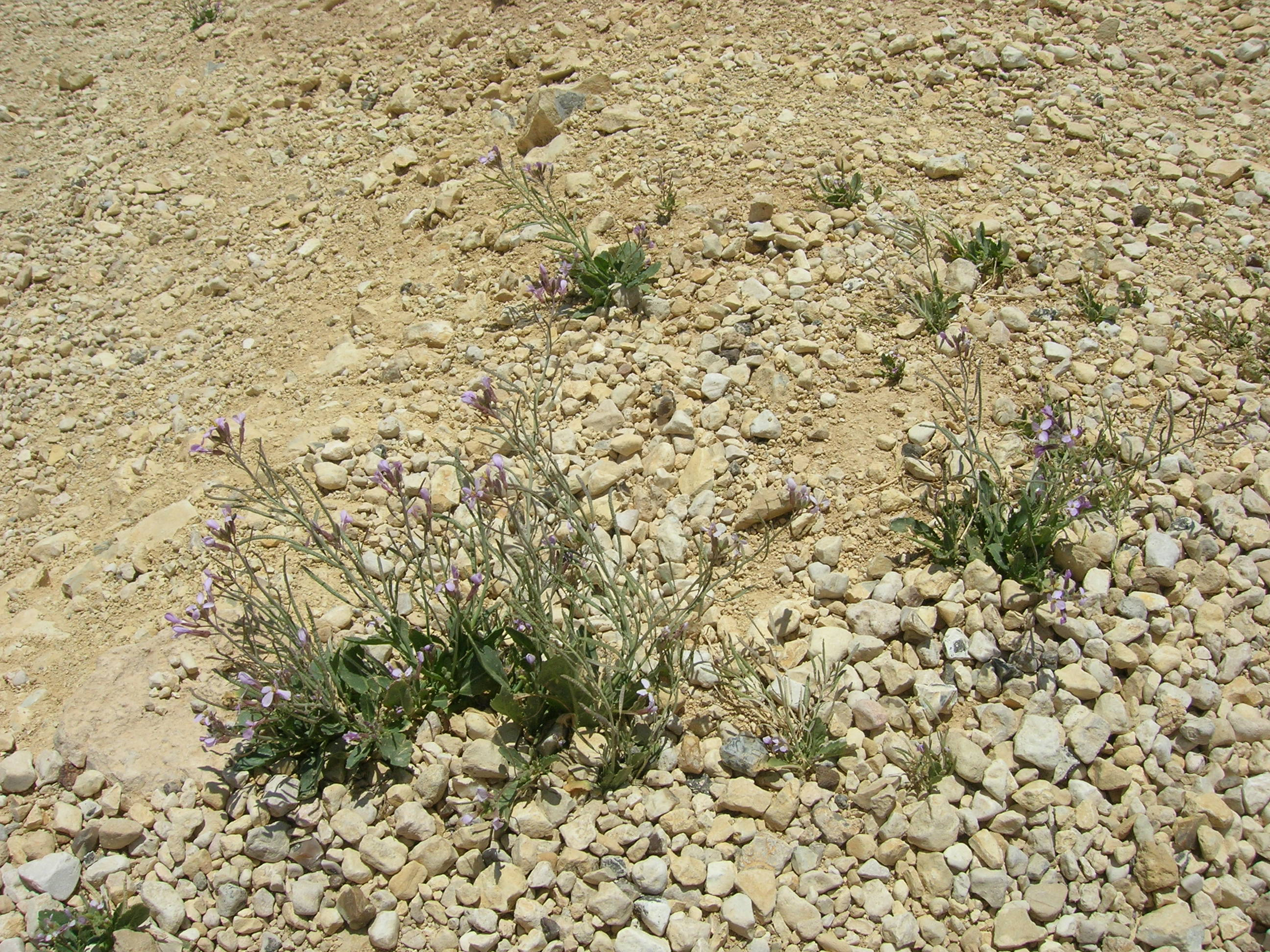